# Chotěbořice
Chotěbořice (též Hrušov-Chotěbořice, dříve Kolibořice) jsou osada v okrese Písek v Jihočeském kraji. Je součástí obce Kestřany a svým zastavěným územím navazuje na osadu Hrušov. Nachází se asi 7 km jihozápadně od Písku. V roce 2021 žilo v Chotěbořicích a Hrušově dohromady 248 obyvatel v 86 domech.
Osady Chotěbořice, Hrušov, Sádky a Ohrada tvoří dohromady jeden urbanistický celek a hranice mezi nimi jsou prakticky nepoznatelné. Chotěbořice jsou nejvýchodnější částí Kestřan, leží při silnici III/1403 vedoucí do Zátaví. Jižně od Chotěbořic protéká řeka Otava. Na místě, kde se do Otavy vlévá Řežabinecký potok, se nachází malá vodní elektrárna, v blízkosti východního konce Chotěbořic. Severně od Chotěbořic leží kopec Soustava, vysoký 420 m n. m., západně od něj je vysílač. Jsou zde rovněž dva kříže, boží muka a výklenková kaple svatého Josefa.